# Белов, Константин Петрович
Константин Петрович Белов (4 ноября 1911, Егорьевск, Рязанская губерния — 19 июня 2001, Москва) — доктор физико-математических наук, заслуженный профессор Московского университета, лауреат Государственной премии СССР (1984); один из основоположников современной науки о магнетизме твёрдых тел, основатель советской школы физиков-магнитологов.

## Биография

### Обучение
1929 год — по совету отца поступил на физико-математический факультет Московского университета. 
1934 год — окончил кафедру магнетизма (дипломник первого выпуска кафедры). 
С 1934 по 1937 год — обучался в аспирантуре. 

### Научная степень
1938 год — защитил кандидатскую диссертацию и был взят на работу в МГУ, сначала — ассистентом, затем — доцентом.
1951 год — защитил докторскую диссертацию и публикует свою первую монографию.

### Работа
Во время ВОВ — работал над научно-техническими задачами для фронта и обороны в «НИИ авиационного вооружения».
с 1954 по 1988 год — возглавлял кафедру общей физики для естественных факультетов МГУ — одну из крупнейших кафедр университета.
с 1966 по 1984 год — член редколлегии «Журнала экспериментальной и теоретической физики»;
с 1964 по 1980 год — заместитель председателя Научного совета АН СССР по физике магнитных явлений;
с 1970 по 1980-е годы — глава совета по магнетизму стран СЭВ.

## Награды
1970 год — Лауреат Ломоносовской премии.
1984 год — совместно с Е. И. Кондорским, А. М. Кадомцевой, Р. З. Левитиным, С. А. Никитиным и др. был удостоен Государственной премии СССР за исследования редкоземельных и урановых соединений.

## Научная деятельность

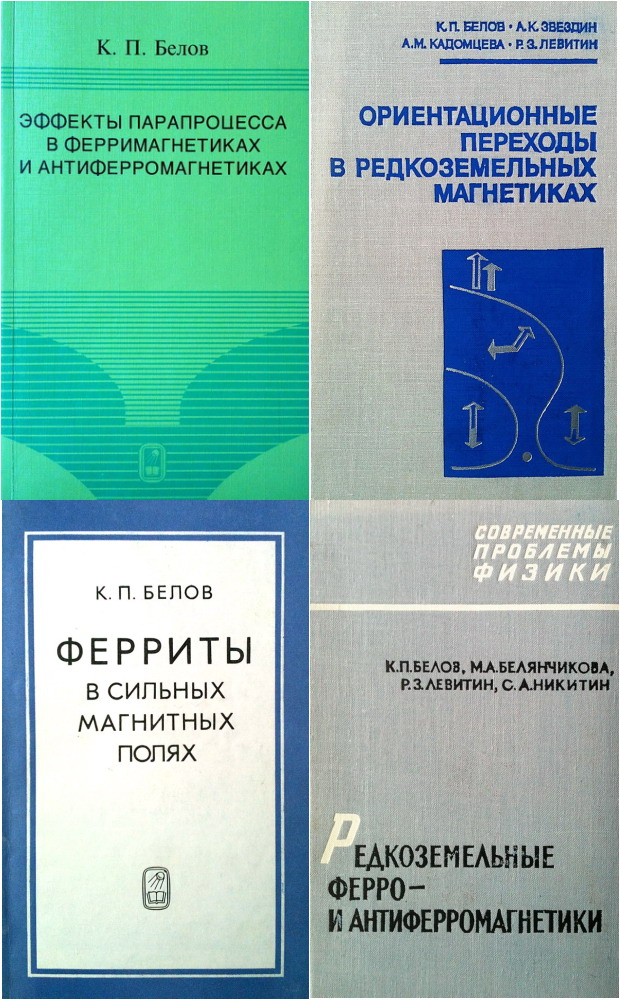
Некоторые монографии К. П. Белова

Константин Петрович Белов является одним из основоположников по изучению магнитных фазовых переходов и исследований редкоземельных металлов и сплавов. Один из основоположников исследований магнитных фазовых переходов второго рода в ферро- и ферримагнетиках. Является автором 16-ти свидетельств на изобретения.
Научную деятельность начал с изучения магнитоупругих и электрических явлений в ферромагнетиках и сплавах при парапроцессе. 
В послевоенные годы руководил работами по изучению магнетизма ферритов. 
1959 год — впервые в СССР инициировал экспериментальные исследования редкоземельных металлов и сплавов. 
1964 год — организовал Проблемную лабораторию магнетизма МГУ — ставшую одним из ведущих центров по изучению магнетизма с СССР.
1980 год — вместе с учениками открыл явление гигантской магнитострикции в редкоземельных и урановых соединениях;

## Ученики
Создал большую школу физиков-магнитологов, известную в СССР и за рубежом. Под его личным руководством защищено 7 докторских и более 50 кандидатских диссертаций, всего за время его заведования кафедрой было выпущено более 150 физиков-магнитологов и защищено более 100 кандидатских диссертаций.

## Публикации
Автор серии из 11 монографий, многочисленных обзорных и научно-популярных статей по физике магнетизма.
- Статьи Белова К. П. в журнале Успехи физических наук.